# Das Duo: Mordbier
Mordbier ist der 20. Film der deutschen Krimireihe Das Duo. Er wurde in Lübeck unter Regie  von Markus Imboden gedreht und hatte am 15. Oktober 2010 um 20:15 Uhr auf ZDFneo Premiere. Die Erstausstrahlung im ZDF-Hauptprogramm tags darauf erreichte 4,78 Millionen deutsche Zuschauer und damit einen Marktanteil von 15,1 Prozent.

## Handlung
Die beiden Kommissarinnen Marion Ahrens und Clara Hertz haben den Tod einer „Steak-Baronin“ aufzuklären, die mit einem Hammer erschlagen wurde und in ihrem eigenen Blut gebadet aufgefunden wird. Hertz hegt sofort den Verdacht gegen den Erben Thomas Fritz. Seine Tante war eine konsequente und herrische Person und hatte vor, ihren Neffen aus ihrem Testament zu streichen. Durch ihren Tod ist sie dazu nicht mehr gekommen, was der Hauptverdachtsgrund gegen Fritz ist.
Der Rechtsmediziner findet nach eingehender Untersuchung Blutspuren an der Tatwaffe, die darauf schließen lassen, dass der Hammer vor siebzehn Jahren schon einmal bei einem Mord benutzt wurde, der bis heute nie aufgeklärt werden konnte.
Zusammen mit diesem Fakt findet sich eine Spur zu Christian Overbeck und seiner Frau.
Allerdings erweisen sich die DNA Beweise als falsch und Thomas Fritz wird als Mörder seiner Tante verhaftet.
Außerdem wird der damalige Mord aufgeklärt. Vor Jahren hatte Christian Overbeck die Peinigerin seiner Mutter mit einem Messer erstochen, weil er es nicht mehr ertragen konnte, wie seine Mutter unter der Frau leiden musste.

## Kritik
Jens Szameit von Stimme.de kam zu dem Urteil: „Markus Imboden realisierte nach einem Buch von Wolfgang Stauch aber nicht nur einen sehr atmosphärischen Krimi, sondern auch eine Reflexion über das Fälschungspotenzial vermeintlicher Fakten. Der helle Schein kriminalistischer Aufklärung flackert hier nur kurz. Wenn Hertz, Ahrens und ihr Mann, der gehörnte Kriminaltechniker (Peter Prager), am Ende beim ‚Mordbier‘ in der Kneipe sitzen, hat sich der Himmel über der Hansestadt schon längst wieder verfinstert.“
Rainer Tittelbach von tittelbach.tv wertete: „Den Schweizer Regisseur Markus Imboden (‚Mörder auf Amrum‘) verschlug es mal wieder hoch in den Norden. In einem Milieu aus Geld, Gier, Sadismus und Perversionen ist die Geschichte von Wolfgang Stauch angesiedelt. Die Zahl der Verdächtigen hält sich trotz der Verquickung von zwei Fällen angenehm in Grenzen. Die Krimi-Auflösung ist doppelt originell. Die konzentrierte Inszenierung trägt das Ihrige dazu bei. ‚Das Duo‘ macht sich!“
Auch Quotenmeter.de konnte diesmal Lobendes finden und schrieb: „Abgesehen von der überflüssigen Nebenhandlung durch Ahrens‘ Eifersucht ist der Samstagskrimi erfrischend. Das thematisieren von DNA-Spuren, die angeblich nicht lügen können, aber dann doch ein Verdacht auf Manipulation gehegt wird, ist sehr interessant und passt wunderbar in das moderne Bild des Krimimalfilms. Leicht versteckte Kritik nicht ausgeschlossen. Doch will auch dieser Samstagskrimi hauptsächlich spannend sein. Das gelingt durchgehend. denn auch wenn man als Zuschauer zwischenzeitlich durch die äußerst komplexe Figurenkonstellation überfordert wird und mit zu vielen Informationen auf einmal überhäuft wird, findet man den roten Faden im Film schnell wieder. Auf der gleichbleibenden Spannungswelle lässt es sich mitschwimmen, denn langweilig wird es zu keinem Zeitpunkt.“
Die Kritiker der Fernsehzeitschrift TV Spielfilm vergaben dagegen eine mittlere Wertung (Daumen zur Seite) und schrieben: „Nach interessant gestaltetem Auftakt kippt die Story rasch ins Klemmige: Da schämt sich ein Bauer wegen irgendwelcher Puffgeschichten „vor seinen Schweinen“, und auch die Ermittlerinnen verfallen rasch ins Moralisieren. Am Ende gar schiebt die konstruierte Story wirklich jeder Figur noch eine Mitbeteiligung zu.“ Als Gesamtfazit zogen sie dem Titel folgend: „Dieses Hausgebräu taugt nicht zum Premium“.